# Survival (album Boba Marleya & The Wailers)
Survival — album studyjny jamajskiej grupy reggae Bob Marley & The Wailers wydany 2 października 1979 roku nakładem Island Records. Sesja nagraniowa miała miejsce w styczniu oraz lutym 1979 roku w Tuff Gong Recording Studio w Kingston na Jamajce.
Wydawnictwo zadebiutowało na 32. miejscu notowania Top R&B oraz 70. miejscu listy Billboard 200. Jedynym notowanym singlem był „Wake Up And Live”, który znalazł się na 93. miejscu Top R&B Singles.

## Lista utworów
| Strona A | Strona A                       | Strona A   | Strona A |
| Nr       | Tytuł utworu                   | Muzyka     | Długość  |
| -------- | ------------------------------ | ---------- | -------- |
| 1.       | „So Much Trouble In The World” | Bob Marley | 4:00     |
| 2.       | „Zimbabwe”                     | Bob Marley | 3:49     |
| 3.       | „Top Rankin'”                  | Bob Marley | 3:09     |
| 4.       | „Babylon System”               | Bob Marley | 4:21     |
| 5.       | „Survival”                     | Bob Marley | 3:54     |
|          |                                |            | 19:13    |

| Strona B | Strona B              | Strona B                  | Strona B |
| Nr       | Tytuł utworu          | Muzyka                    | Długość  |
| -------- | --------------------- | ------------------------- | -------- |
| 1.       | „Africa Unite”        | Bob Marley                | 2:55     |
| 2.       | „One Drop”            | Bob Marley                | 3:52     |
| 3.       | „Ride Natty Ride”     | Bob Marley                | 3:53     |
| 4.       | „Ambush In The Night” | Bob Marley                | 3:14     |
| 5.       | „Wake Up And Live”    | Bob Marley, Anthony Davis | 4:55     |
|          |                       |                           | 18:49    |

| Dodatkowe utwory (wersja z 2001 roku) | Dodatkowe utwory (wersja z 2001 roku) | Dodatkowe utwory (wersja z 2001 roku) | Dodatkowe utwory (wersja z 2001 roku) |
| Nr                                    | Tytuł utworu                          | Muzyka                                | Długość                               |
| ------------------------------------- | ------------------------------------- | ------------------------------------- | ------------------------------------- |
| 1.                                    | „Ride Natty Ride (12" Mix)”           | Bob Marley                            | 6:23                                  |
|                                       |                                       |                                       | 6:23                                  |

## Twórcy
| Muzycy - Bob Marley - wokal, gitara rytmiczna, gitara akustyczna, perkusja - Aston Barrett - gitara basowa, gitara rytmiczna, perkusja - Carlton Barrett - bębny, perkusja - Tyrone Downie - keyboard, perkusja, wokal wspierający - Alvin Patterson - perkusja - Junior Marvin - gitara prowadząca, wokal wspierający - Earl Lindo - instrumenty klawiszowe - Al Anderson - gitara prowadząca - Rita Marley - wokal wspierający - Marcia Griffiths - wokal wspierający - Judy Mowatt - wokal wspierający | Kwestie techniczne - Alex Sadkin - inżynieria dźwięku, miks, produkcja - Chiao NG - asystent inżyniera dźwięku - Dennis Thompson - asystent inżyniera dźwięku - Errol Brown - asystent inżyniera dźwięku - Phillip Zadie - asystent inżyniera dźwięku - Neville Garrick - okładka |